# Euchelus hummelincki
Euchelus hummelincki is een slakkensoort uit de familie van de Chilodontaidae. De wetenschappelijke naam van de soort werd in 1989 voor het eerst geldig gepubliceerd door Robert Moolenbeek en Marien J. Faber.

## Verspreiding
Deze mariene slakkensoort komt voor in West-Indië bij de Grenadines en Barbados; en in de Atlantische Oceaan bij Brazilië.